# Just Cause 3
Just Cause 3 es un videojuego de autos desarrollado Avalanche Studios y distribuido por Square Enix para Windows, Xbox One y PlayStation 4. Es la secuela de Just Cause 2. El videojuego fue confirmado por Square Enix a través de la revista Game Informer el 11 de noviembre de 2014. Su lanzamiento fue el 1 de diciembre de 2015.
En esta tercera entrega, Rico Rodríguez regresa como protagonista y su lucha es contra el General Di Ravello. El escenario tiene lugar en un archipiélago del Mediterráneo llamado Medici. El juego está protegido por el sistema Denuvo.

## Jugabilidad
Just Cause 3 cuenta con elementos de mundo abierto y acción-aventura en tercera persona. El tamaño del mapa es similar al visto en Just Cause 2. Debido al aumento de altitud en el terreno y a los ajustes volumétricos del sistema de juego, ahora el jugador puede explorar cavernas subterráneas y escalar edificios de una manera más realista y eficaz. Herramientas como el gancho y el paracaídas -vistos en Just Cause 2- estarán presentes en el título. Rico también dispone de un traje aéreo que le permite desplazarse con mayor facilidad y rapidez. Adicionalmente, dispone de una gran variedad de armas así como todo tipo de vehículos. Tanto los vehículos como las armas pueden ser personalizados para obtener una mayor eficacia. Rico puede destruir instalaciones militares y liberar territorios controlados por el enemigo.
Otras mecánicas del juego han sido mejoradas. Por ejemplo, ahora Rico tiene la capacidad de utilizar el gancho para atraer objetos o personajes no jugables. También se podrá utilizar el anclaje del gancho para enganchar uno o más objetos y retraerlos entre sí. El paracaidismo es más estable y se puede disparar a los enemigos desde el aire. El jugador puede obtener puntos por destruir cosas de diversas maneras.

## Sinopsis
Rico Rodríguez regresa a su tierra natal, la isla mediterránea de Medici. Pero Medici ha caído en la garras del General Sebastiano Di Ravello, un dictador con ansias de poder. En vista de las circunstancias, Rico debe enfrentarse a Di Ravello y a su ejército. Con la ayuda de sus colegas, Rico hará uso de sus habilidades para acabar con la tiranía y la opresión que el General y su ejército han causado.

### Argumento
Seis años después de los eventos de Just Cause 2, Rico Rodríguez regresa a su tierra natal, la isla mediterránea de Medici. Sin embargo, la isla se encuentra bajo el control de una dictadura militar liderada por el general Sebastiano di Ravello. Buscando restaurar la libertad de su tierra, Rico se propone derrocar al general Sebastiano Di Ravello con la ayuda de un grupo de resistencia clandestino dirigido por un antiguo amigo suyo, Mario Frigo.
Después de salvar a las fuerzas de Mario de un exterminio, Rico se reúne con otro conocido de su pasado, Dimah al-Masri. Con su ayuda, la resistencia recupera la antigua capital de Manaea y destruyen la planta de energía eléctrica del ejército. Enterándose de lo ocurrido, el general responde al ataque y envía sus tropas para destruir una ciudad costera como retribución pero son derrotados por la resistencia. Luego, Dimah informa a Rico y a Mario que el general Di Ravello ha estado extrayendo un mineral muy valioso (llamado bavarium) en la isla con el propósito de construir un arsenal a gran escala. Al ayudar a Dimah a recuperar un escáner experimental, Rico descubre que Tom Sheldon, su antiguo contacto en la Agencia, trabaja con la resistencia rebelde. Como no confía en Tom Sheldon, Rico sabotea el escáner antes de entregárselo para mantenerlo vigilado.
Entonces, por órdenes de Mario, Rico rescata a un investigador llamado Zeno, el cual quiere desertar del ejército y trabaja en la investigación del mineral extraído por Di Ravello, el bavarium. En cambio, el general toma represalias y dispara uno de los misiles fabricado con el mineral contra los rebeldes. Rico logra maniobrar el misil antes de que llegue a su objetivo y cambia su curso, salvando así no sólo a muchos rebeldes sino que también a miles de civiles inocentes. Que gracias a esta victoria rebelde ya no vivirán nunca más bajo el yugo del Ejército del General di Ravelo.